# Крниця (Хорватія)
Крниця (хорв. Krnica) — населений пункт у Хорватії, в Істрійській жупанії у складі громади Марчана.

## Населення
Населення за даними перепису 2011 року становило 286 осіб.
Динаміка чисельності населення поселення:

## Клімат
Середня річна температура становить 14,53 °C, середня максимальна – 27,18 °C, а середня мінімальна – 2,16 °C. Середня річна кількість опадів – 871 мм.
| Клімат поселення                              | Клімат поселення | Клімат поселення | Клімат поселення | Клімат поселення | Клімат поселення | Клімат поселення | Клімат поселення | Клімат поселення | Клімат поселення | Клімат поселення | Клімат поселення | Клімат поселення | Клімат поселення |
| Показник                                      | Січ.             | Лют.             | Бер.             | Квіт.            | Трав.            | Черв.            | Лип.             | Серп.            | Вер.             | Жовт.            | Лист.            | Груд.            |                  |
| Середній максимум, °C                         | 10,18            | 10,36            | 13,44            | 16,44            | 21,40            | 25,78            | 27,18            | 27,00            | 22,26            | 18,20            | 13,48            | 10,36            |                  |
| Середня температура, °C                       | 6,14             | 6,34             | 9,46             | 12,38            | 17,34            | 21,74            | 24,24            | 24,04            | 19,34            | 15,28            | 10,52            | 7,42             |                  |
| Середній мінімум, °C                          | 2,16             | 2,30             | 5,40             | 8,40             | 13,34            | 17,72            | 21,30            | 21,12            | 16,40            | 12,36            | 7,56             | 4,48             |                  |
| Норма опадів, мм                              | 74               | 58               | 61               | 65               | 59               | 64               | 41               | 66               | 84               | 105              | 110              | 84               |                  |
| Середньомісячна швидкість вітру, м/с          | 2.82             | 3.02             | 3.10             | 2.94             | 2.62             | 2.52             | 2.52             | 2.52             | 2.62             | 2.90             | 3.12             | 3.02             |                  |
| Середньомісячна сонячна радіація, кДж/м²·день | 4519             | 7425             | 10846            | 15484            | 19770            | 21779            | 22815            | 19846            | 14374            | 9307             | 5002             | 3863             |                  |
| --------------------------------------------- | ---------------- | ---------------- | ---------------- | ---------------- | ---------------- | ---------------- | ---------------- | ---------------- | ---------------- | ---------------- | ---------------- | ---------------- | ---------------- |
| Джерело:                                      |                  |                  |                  |                  |                  |                  |                  |                  |                  |                  |                  |                  |                  |